# Tată de duminică
Tată de duminică este un film românesc din 1975, regizat de Mihai Constantinescu după scenariul prozatorului Octav Pancu-Iași. Rolurile principale sunt interpretate de Amza Pellea, Radu Beligan, Gina Patrichi, Olga Delia Mateescu și Mircea Constantinescu Govora.
Filmul prezintă relațiile duioase dintre un tată și un fiu, reduse la simple întâlniri duminicale după ce tatăl și-a părăsit soția. În timp ce asista fiul la concursurile duminicale de karting, tatăl se împrietenește cu un procuror, care era tatăl colegului de clasă al fiului său. Situația se complică după ce are loc un accident de muncă, iar tatăl este anchetat chiar de respectivul procuror.

## Rezumat
Inginerul automecanic Mircea Danu (Amza Pellea) s-a despărțit de soția sa, Adriana (Gina Patrichi), și se află în proces de divorț cu aceasta. Cei doi au un băiat pe nume Bogdan (Sebastian Constantinescu), elev în vârstă de 13 ani. Inginerul s-a mutat și locuiește împreună cu amanta sa, manechinul Simona (Olga Delia Mateescu). Deoarece părinții săi sunt despărțiți, Bogdan își vede tatăl numai duminica.
Concursurile de karting au loc numai duminica, iar tatăl își susține fiul din tribune. Într-o duminică călduroasă de octombrie, Mircea Danu face cunoștință cu procurorul Grigore Manta (Radu Beligan), al cărui fiu, George (Mihai Cociașu), participă și el la concurs. Cum cei doi copii erau colegi de școală, cei doi bărbați merg împreună la un bar să bea un coniac și se împrietenesc. În aceeași după-amiază, Bogdan își invită tatăl să mănânce la ei la masă, dar acesta refuză. Copilul se supără și fuge de lângă tatăl său, lipsind în acea seară de acasă și provocând îngrijorarea părinților săi. Tatăl său merge să-l caute și anunță dispariția organelor de miliție.
Deoarece copilul nu revenise acasă nici a doua zi dimineață, inginerul Mircea Danu este îngrijorat la serviciu. El era șeful Serviciului Verificări Tehnice de la Autobaza ITA 3 și răspundea de verificarea tehnică a peste 800 de camioane, autobuze și basculante. În hala de lucru a autobazei, șoferul Constantin Neagu (Andrei Codarcea) îl bate la cap pe maistrul mecanic Manole (Boris Ciornei) să-i semneze actul care să ateste că s-a făcut verificarea tehnică a autocamionului său, deși acesta avea ceva probleme la sistemul de direcție. Maistrul îl refuză, iar șoferul se duce atunci la inginer și insistă că autocamionul este reparat și că poate merge cu el în cursă. Gândindu-se permanent la dispariția băiatului și pentru a scăpa de șoferul care nu-l lăsa în pace, Mircea Danu îi semnează foaia de parcurs pentru a pleca în cursă.
Ajuns acasă, inginerul este chemat de miliție înapoi la autobază. Mircea Danu își găsește fiul acolo și crede că miliția venise pentru a-i aduce copilul. Organele legii îl anunță însă că autocamionul condus de Neagu suferise un accident grav pe șoseaua București-Ploiești și că era chemat la locul accidentului de către căpitanul Manolescu (Cornel Coman). Ofițerul de miliție îl anunță pe Danu că s-a constatat o defecțiune la sistemul de direcție, iar Neagu fusese grav rănit și dus cu ambulanța la Spitalul Clinic de Urgență pentru a fi operat cât mai repede. Inginerul confirmă că sistemul de direcție al autocamionului avea o defecțiune tehnică și își recunoaște semnătura de pe foaia de parcurs.
Chemat la Procuratura sectorului 5, inginerul Danu are surpriza să constate că procurorul care se ocupa de dosarul accidentului era chiar Grigore Manta. Acesta din urmă îi aduce la cunoștință prietenului său că era acuzat de încălcarea articolului 249 din Codul Penal, referitor la grave neglijențe în serviciu. Dosarul fusese alcătuit cu rapiditate de organele de miliție, care consemnaseră că inginerul își recunoscuse vina. Procurorul îl anunță că nu sunt dubii cu privire la vina inginerului și îl întreabă dacă are vreun motiv întemeiat pentru a se disculpa. Pedeapsa prevăzură de lege pentru această infracțiune este cuprinsă între o lună și doi ani de închisoare. George își roagă tatăl să fie un om bun cu tatăl prietenului său.
Aflând de la George că Mircea are probleme cu legea, Adriana se întâlnește cu Simona și poartă cu ea o discuție. Simona se duce la medicul Tudor (Mircea Constantinescu-Govora), fostul ei iubit, și îl roagă să facă tot ce poate ca șoferul accidentat să nu moară. În duminica următoare este sărbătorită ziua de naștere a lui Bogdan, dar în timpul petrecerii Mircea Danu este anunțat că șoferul a murit. Bogdan abandonează la următoarea întrecere de karting și-l lasă pe George să câștige pentru ca tatăl acestuia să fie bun cu tatăl lui. George se supără însă și își acuză colegul că nu a procedat corect, pălmuindu-l, dar acesta nu-i ripostează. Gândindu-se că Mircea va fi condamnat la închisoare, Simona îl părăsește și se întoarce la medicul Tudor.
Într-o ultimă confruntare cu Mircea Danu, procurorul Manta îi spune acestuia că neglijarea obligațiilor familiale este cauza superficialității din activitatea profesională. Inginerul meditează la reproșurile făcute de Manta și îi cere iertare băiatului său, promițând că se va întoarce la fosta sa locuință. Mircea Danu merge singur la bar pentru a bea un coniac, iar acolo este întâlnit de procuror care a venit să-l susțină din prietenie.

## Distribuție
- Amza Pellea — inginerul automecanic Mircea Danu
- Radu Beligan — procurorul Grigore Manta
- Gina Patrichi — economista Adriana, fosta soție a lui Mircea Danu
- Olga Delia Mateescu — manechinul Simona, amanta lui Mircea Danu
- Mircea Constantinescu-Govora — medicul Tudor, fostul amant al Simonei
- Sebastian Constantinescu — elevul Bogdan, fiul lui Mircea Danu
- Ruxandra Sin — eleva Maria
- Mihai Cociașu — elevul George, fiul lui Grigore Manta
- Boris Ciornei — maistrul mecanic Manole
- Monica Ghiuță — asistenta medicală Suzana
- Cornel Coman — căpitanul de miliție Manolescu
- Andrei Codarcea — șoferul Constantin Neagu
- Cornel Vulpe — un vecin
- Nae Ștefănescu — alt vecin
- Gheorghe Visu — șoferul Firică
- Emil Mandric — subofițerul de miliție
- Anton Nicolae
- Bogdan Constantinescu — copil
- Ileana Codarcea
- Teodor Mazilu — un bărbat vârstnic nefericit în dragoste
- Cornelia Turian
- Petre Gheorghiu-Goe — acuzatul bolnav de ulcer
- Dina Protopopescu
- Mario Bălășescu
- Tatiana Iekel — profesoara de chimie
- Gheorghe Negoescu — profesorul de geografie
- Eugenia Ardeleanu
- Alexandru Vasiliu
- Pompilia Vasiu
- Călin Florian
- Ion Niciu — arbitrul care dă startul la karting
- Gheorghe Daneș
- Mihai Stoenescu
- Petre Vasilescu
- Ion Smeianu
- Zina Bogos
- Romeo Mogoș
- Petre Kuhn
- Ion Grapini
- Dumitru Ghiuzelea
- Petre Popescu
- Mihai Bucur

## Producție
Scenariul filmului a fost scris de Octav Pancu-Iași. Filmul a fost realizat în studiourile Centrului de Producție Cinematografică „București”, cu sprijinul Palatului Pionierilor și a Casei de Mode „București”. Regizor secund a fost Remus Nastu.
În timp ce fiii lor, colegi de clasă și concurenți la supremație în probele de carturi, își trăiesc, mai mult sau mai puțin linear, adolescența, cei doi tați, diferiți ca preocupări și dominante psihologice, ajung să realizeze o prietenie bărbătească, care îl va ajuta pe cel aflat în criză să o depășească și să găsească un punct de sprijin. – Bujor T. Râpeanu (Filmat în România, 2005, Ed. Fundației Pro)
Muzica a fost compusă de Temistocle Popa și interpretată de Orchestra de Jazz Simfonic a Radioteleviziunii Române dirijată de Sile Dinicu. Piesele cântate la pian sunt interpretate de Dan Mizrahy. Copia standard a fost definitivată la 29 martie 1975. Cheltuielile de producție s-au ridicat la 2.541.000 lei.
Scenaristul Octav Pancu-Iași (1929-1975) a decedat în dimineața zilei de 16 sau 17 aprilie 1975, numele său fiind trecut pe genericul filmului încadrat în chenar negru.

## Recepție
Filmul Tată de duminică a fost vizionat de 1.515.070 de spectatori la cinematografele din România, după cum atestă o situație a numărului de spectatori înregistrat de filmele românești de la data premierei și până la data de 31.12.2007 alcătuită de Centrul Național al Cinematografiei.
Într-o cronică publicată în 1975 în revista „Cinema”, jurnalista Eva Sârbu descria astfel acest film: „Un film frumos, care n-are nevoie de frumusețe. Un film gingaș, care trebuia să fie necruțător. Un film duios, care trebuia să fie răscolitor. Un film blând, care trebuia să fie crud. Este un tigru ce a râvnit să fie pisică. Întrebare logică și inevitabilă: de ce să vrea un tigru să fie pisică? Răspuns sincer și fără scăpare: pentru că tigrul i s-a părut lui Mihai Constantinescu prea mare pentru lumea mică a filmului său. Și aici a greșit, pentru că lumea filmului său nu era mică”.
În Istoria filmului românesc (1897-2000) (Ed. Fundației Culturale Române, București, 2000), criticul Călin Căliman considera că Tată de duminică este „din nou un film sensibil (și melodramatic), o poveste scrisă de Octav Pancu-Iași, despre o familie dezbinată, cu un copil «de duminică» și cu un tată «de duminică», câteva vieți chinuite, care încearcă să repare niște resorturi sufletești uzate”. El afirma că doar actorii reușesc să mai „țină” în picioare filmul.
Criticul Tudor Caranfil a dat filmului o stea din cinci și a făcut următorul comentariu: „Mircea, inginer automecanic ce și-a părăsit soția, își asistă duminical fiul la raliurile pionierești de carturi. Acolo îl cunoaște pe tatăl colegului și rivalului acestuia, un procuror. Printr-o coincidență... Dar parcă una singură? Plouă cu coincidențe asupra acestei melodrame în care un accident de muncă e anchetat tocmai de procurorul întâlnit la raliu, iar medicul (M. Constantinescu-Govora) care tratează victima, e tocmai cel pe care l-a abandonat amanta eroului. Distribuția e incapabilă să salveze neantul scenaristic și regizoral al acestei demonstrații didacticiste, cu atât mai mult cu cât personajele sunt maniheiste până și în vestimentație: Beligan, în negru, apare mereu ca un înger al morții care vine să constate cât de pregătit pentru confruntarea cu justiția imanentă e Mircea. Și totuși, filmul relevă rara ambiție a unui dialog viu, spontan, firesc și, uneori, chiar cu umor.”
Jurnalistul Cristian Tudor Popescu, doctor în cinematografie și profesor asociat la UNATC, considera că filmul Tată de duminică se înscrie printre filmele care prezintă „un univers fictiv, o Românie paralelă”.